# Jarret
Jarret je liberecká indie rocková a folkrocková skupina založená v roce 1992. Vydala 5 řadových alb, jedno živé album a jedno album vánočních písní.
Repertoár skupiny se skládá z původní tvorby nyní již bývalého člena Bohouše Vašáka, doplněné o písně spřízněných autorů – Jakuba Nohy, Martina Kadlece a Pavla Havlíka.

## Historie
V roce 1992 skupinu založili zpěvák a kytarista Michal Kadlec a zpívající baskytarista Marek Štulír. V roce 1993 se k nim přidal zpěvák a kytarista Bohouš Vašák, autor většiny písní Jarretu, který sice skupinu v roce 2003 opustil, ale dodnes pro ni píše. Od roku 1993 se skupinou vystupuje i Hanka Skřivánková, zpočátku jako flétnistka, ale záhy jako výrazná zpěvačka, určující celkový zvuk skupiny.
V roce 1994 skupina zvítězila v severočeském předkole Porty 94 a vystoupila na prvním samostatném recitálu v Experimentálním studiu v Liberci, na celostátním finále Porty 94 ve Svitavách a na festivalu Jizerská nota. V roce 1995 skupina natočila první nahrávky pro Český rozhlas Ústí nad Labem a první demosnímky, v Experimentálním studiu začala uvádět pravidelné pořady (hosté: Zdeněk Vřešťál, Petr Rímský ad.). V roce 1996 kapela natočila videoklip pro regionální televizní stanici Genus a vystoupila na festivalech Folková růže, Svojanovská hláska a Prázdniny v Telči, kde se bude nadále objevovat každoročně.
V roce 1997 vydala skupina své první album, Hic Non Sunt Leones, které se umístilo v anketě časopisu Folk & Country v kategorii CD roku. V roce 1998 se v anketě stejného časopisu umístil Jarret v kategorii skupina roku. V roce 1999 do skupiny přibyl nový člen, Michal Třešňák, který vystřídal Hanku Skřivánkovou u kláves.
V roce 2002 Jarret vydal album Unikat, na kterém spolupracoval Michal Němec z Jablkoně.
V roce 2003 z Jarretu odešel Bohouš Vašák. Přestože skupina dál hraje především jeho písně, mění jejich aranžmá i způsob interpretace, takže postupně opouští folkový charakter a blíží se k žánru folk rock.
V roce 2004 kapela na Prázdninách v Telči hrála s Glenem Hansardem a část z koncertu vyšla na CD Glen Hansard a Jarret live v Telči.
V roce 2006 do kapely vstoupil klavírista a trombonista Marek Ottl, postavil pro Jarret dechovou sekci a vytvořil pro ni nové aranže. Kapela se posouvá do indie rocku, což potvrdila účastí na multižánrových festivalech Colours of Ostrava a Rock for people. Česká televize natočila šestatřicetiminutový pořad Sólo pro... – záznam koncertu Jarretu z brněnské Staré pekárny.
V roce 2006 vydal Jarret album Vztahem zapni, nominované na výroční cenu Anděl 2006 v kategorii folk&country. V roce 2008 vyšlo live CD Jarret sobě – záznam koncertu v libereckém Malém divadle. V roce 2009 vznikl videoklip k písničce Nedávno. V roce 2011 skupina vydala album Za hrany ve spolupráci s kytaristou Peterem Binderem jako producentem. V roce 2016 vydává skupina album Soulásky a samolásky.

## Členové

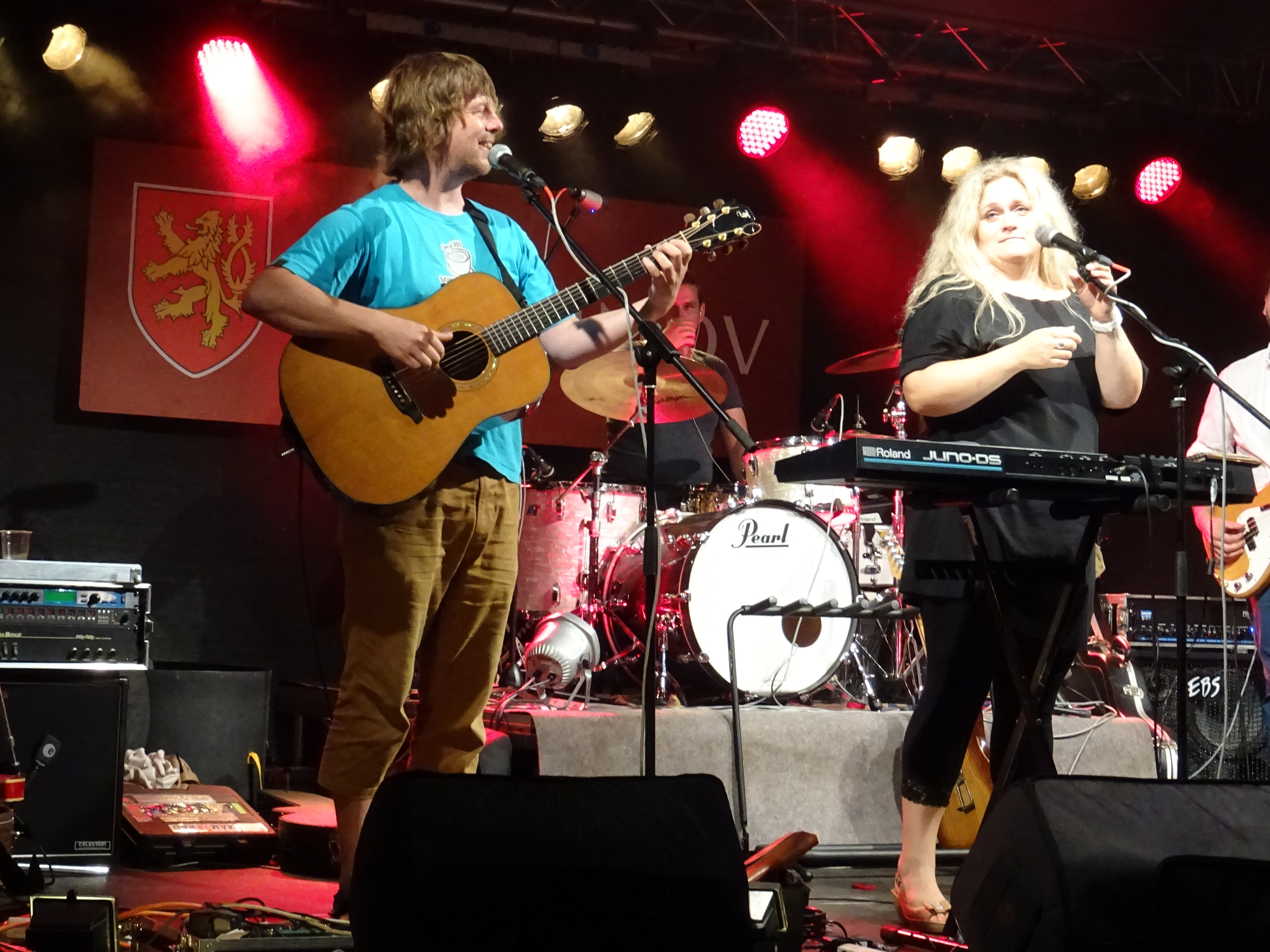
Jarret (Michal Kadlec a Hanka Skřivánková) v roce 2019

### Současní členové
Michal Kadlec – kytara, zpěv (1992 – současnost)
Marek Štulír – baskytara, zpěv (1992 – současnost)
Hanka Skřivánková – zpěv, flétna, klávesy (1993 – současnost)
Tomáš Piala – bicí (2007 – současnost)
Artur Ostrý – kytara (2017 – současnost)
Jakub Doležal – klávesy, saxofon (2020 – současnost)

### Bývalí členové
Bohouš Vašák – kytara, zpěv (1993–2003), autor hudby i textů (do současnosti)
Jan Noha – bicí (1997–2007)
Michal Třešňák – klávesy, zpěv (1999–2009)
Marek Ottl – klávesy, zpěv, ukulele, trombón (2006–2013)
Vítek Příkaský – kytara, zpěv (2009–2010)
Daniel Hutař – klávesy (2013–2017)

## Diskografie
- Hic non sunt leones, 1997
- O tom, co se možná stalo, 2000, vánoční album
- Unikat, 2002
- Vztahem zapni, 2006
- Jarret sobě, 2008
- Za hrany, 2011
- Soulásky a samolásky, 2016